# Ulrika Knape
Ulrika Knape (n. 26 aprilie 1955, Vasa parish⁠(d), Gothenburg and Bohus County⁠(d), Suedia) este o săritoare în apă ce a reprezentat Suedia, medaliată olimpică. A participat la 2 ediții ale Jocurilor Olimpice (1972, 1976) în care a câștigat o medalie de aur și două medalii de argint.